# Комптон (Іллінойс)
Комптон (англ. Compton) — селище (англ. village) в США, в окрузі Лі штату Іллінойс. Населення — 274 особи (2020).

## Географія
Комптон розташований за координатами 41°41′38″ пн. ш. 89°5′10″ зх. д. / 41.69389° пн. ш. 89.08611° зх. д. (41.694025, -89.086087).  За даними Бюро перепису населення США в 2010 році селище мало площу 0,43 км², уся площа — суходіл.

## Демографія
Згідно з переписом 2010 року, у селищі мешкали 303 особи в 114 домогосподарствах у складі 81 родини. Густота населення становила 709 осіб/км².  Було 136 помешкань (318/км²).
Расовий склад населення:
| - 96,0 % — білих - 0,3 % — корінних американців - 0,3 % — чорних або афроамериканців |

До двох чи більше рас належало 3,3 %. Частка іспаномовних становила 4,3 % від усіх жителів.
За віковим діапазоном населення розподілялося таким чином: 26,4 % — особи молодші 18 років, 62,0 % — особи у віці 18—64 років, 11,6 % — особи у віці 65 років та старші. Медіана віку мешканця становила 36,3 року. На 100 осіб жіночої статі у селищі припадало 109,0 чоловіків;  на 100 жінок у віці від 18 років та старших — 110,4 чоловіків також старших 18 років.
Середній дохід на одне домашнє господарство  становив 63 280 доларів США (медіана — 52 143), а середній дохід на одну сім'ю — 75 379 доларів (медіана — 59 375). Медіана доходів становила 50 179 доларів для чоловіків та 30 625 доларів для жінок. За межею бідності перебувало 9,8 % осіб, у тому числі 0,0 % дітей у віці до 18 років та 0,0 % осіб у віці 65 років та старших.
Цивільне працевлаштоване населення становило 140 осіб. Основні галузі зайнятості: освіта, охорона здоров'я та соціальна допомога — 29,3 %, виробництво — 17,1 %, мистецтво, розваги та відпочинок — 10,7 %, роздрібна торгівля — 10,0 %.